# Wielka Grecja

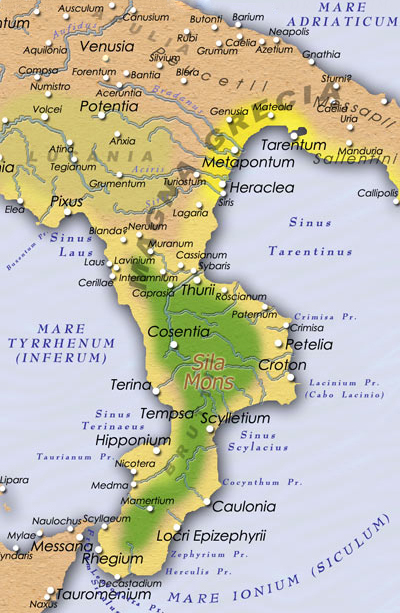
Wielka Grecja ok. 280 r. p.n.e.

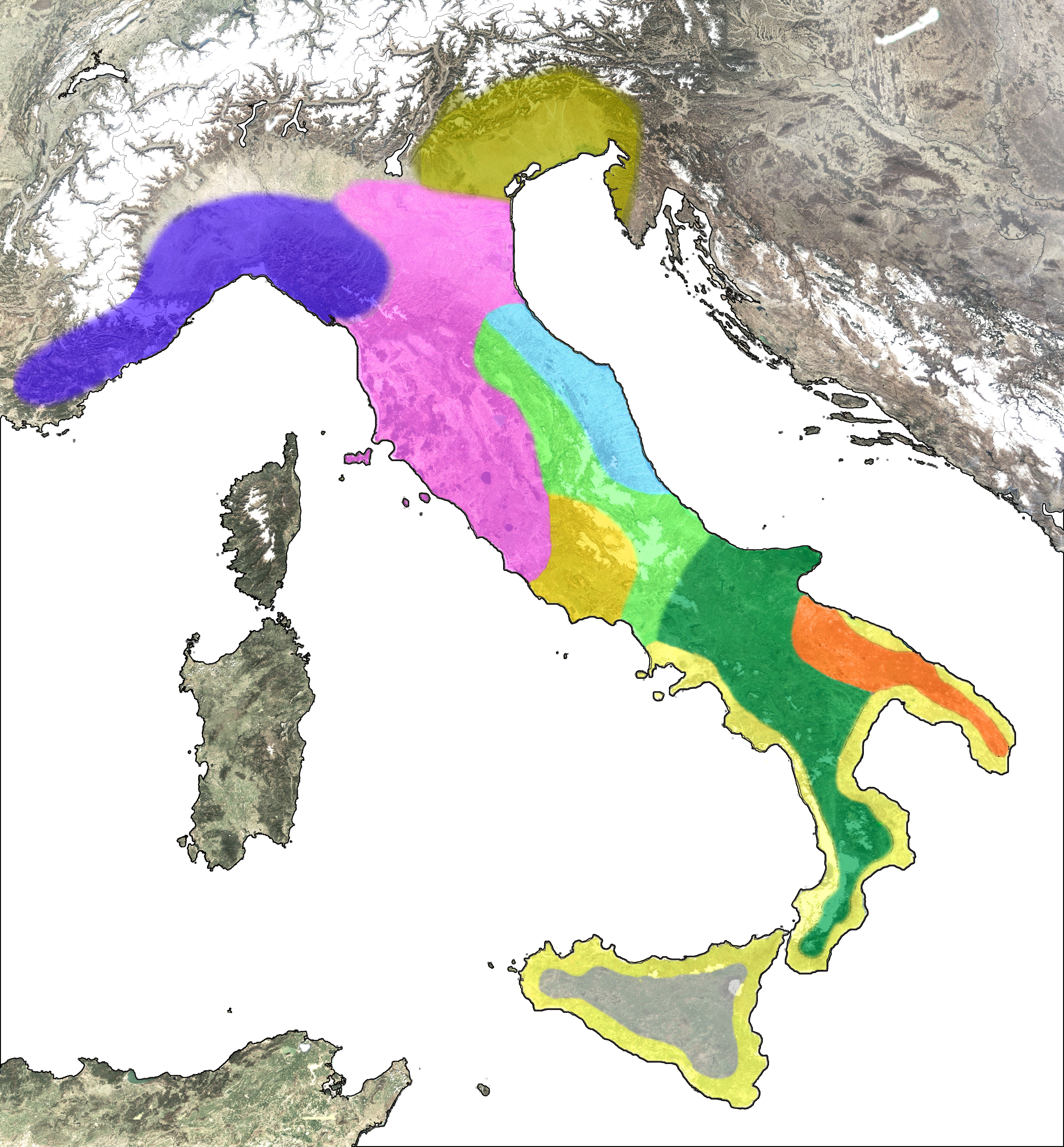
Italia ok. 800 r. p.n.e. - Grecy kolor żółty

Wielka Grecja (łac. Magna Graecia z gr. ἡ Ἑλλάς ἡ Μεγάλη he Hellas he Megale) – w starożytności południowa część Półwyspu Apenińskiego oraz większość Sycylii skolonizowanej przez Greków w VII/VI wieku p.n.e. w okresie wielkiej kolonizacji. Inaczej nazywana Wielką Helladą. Głównym plemieniem kolonizującym te tereny byli Jonowie, stąd najprawdopodobniej wywiedziona została także nazwa oblewającego te tereny od wschodu i południa Morza Jońskiego.
Główne ośrodki znajdowały się w takich miastach jak Tarent, Kroton (Achajowie), Sybaris (Achajowie) oraz w sycylijskich Messanie i Syrakuzach. Tyrani tych ostatnich sięgnęli w pewnym momencie po hegemonię na całym tym obszarze. W III wieku p.n.e. w Italii Wielka Grecja obejmowała krainy: Lukania, Kalabria, Bruttium i Apulia. Wielka Grecja została opanowana poprzez stopniowy podbój przez Rzym do roku 272 p.n.e. Jednak odrębność – również językowa – terenów Wielkiej Grecji dawała się zauważać bardzo długo.
Italskie kolonie greckie miały kulturowy wpływ na inne społeczności, w tym Etrusków i Rzymian.